# A Reformation Delayed
A Reformation Delayed è un cortometraggio muto del 1916 diretto da Edward Sloman.

## Produzione
Il film fu prodotto dalla Lubin Manufacturing Company.

## Distribuzione
Distribuito dalla General Film Company, il film - un cortometraggio in una bobina - uscì nelle sale USA il 31 gennaio 1916.